# Goga Sekulić
Goga Sekulić (en cirílico: Гога Секулић; n. 27 de febrero de 1977) es una cantante serbo-montenegrina de turbo-folk. Ha lanzado siete álbumes de estudio desde su debut en 2000 con Ljubavnica.

## Biografía
Gordana Sekulić nació en la localidad montenegrina de Pljevlja, por entonces República Federal Socialista de Yugoslavia, pero emigró junto a sus padres a Serbia siendo una niña. Tras completar su estudios en la escuela secundaria, Sekulić estudió turismo. En mayo de 2013 contrajo matrimonio con Igor Ramović, quien murió dos meses después de cáncer de páncreas.

## Carrera musical
La trayectoria musical de Sekulić se inició, de forma profesional, con el lanzamiento de su álbum debut Ljubavnica en 2000. Posteriormente lanzó de forma consecutiva I lepša i bolja (2001), Opasno po život (2002) y Po zakonu (2003) con los que se asentó de forma definitiva en el panorama turbo-folk serbio.
Su gran éxito llegó en 2006 con el lanzamiento de su quinto álbum, Srce na pauzi («Corazón en descanso») mediante el sello Grand Production, que incluía dos de los sencillos más exitosos y representativos de la carrera musical de Sekulić: "Gaćice" («bragas») y "Seksi biznismen". La cantante participó en la versión VIP de Veliki brat (el Gran Hermano serbio).
En 2008 lanzó su sexto álbum, Zlatna koka. En 2011 presentó su séptimo álbum de estudio, Ja sam probala sve («Lo he intentado todo»), el primero que publicó con el sello Gold Music. Este álbum incluyó el exitoso sencillo "Muška lutka".

## Discografía
- Ljubavnica (2000) City Records/RTV Pink
- I lepša i bolja (2001) Best Records/JVP Vertieb
- Opasno po zivot (2002)
- Po zakonu (2003)
- Srce na pauzi (2006) Grand Production/RTV Pink
- Zlatna koka (2008) Grand Production/RTV Pink
- Ja sam probala sve (2011)Gold Audio Video